# بارانو دی ایشیا
بارانو دی ایشیا (به ایتالیایی: Barano d'Ischia) یک کومونه در ایتالیا است که در استان ناپل واقع شده‌است.

## خصوصیات
بارانو دی ایشیا ۱۱٫۱ کیلومترمربع مساحت و ۹٬۴۲۳ نفر جمعیت دارد.